# Mugardos
Mugardos – gmina w Hiszpanii, w prowincji A Coruña, w Galicji, o powierzchni 12,77 km². W 2011 roku gmina liczyła 5456 mieszkańców.